# میگل گالوشیو
میگل گالوشیو (انگلیسی: Miguel Galuccio؛ زادهٔ ۲۳ آوریل ۱۹۶۸) کارآفرین و مدیر ارشد اجرایی اهل آرژانتین است، که بعنوان مدیرعامل شرکت نفتی وای‌پی‌اف فعالیت می‌کند.